# 1540 Kevola
1540 Kevola (1938 WK) là một tiểu hành tinh vành đai chính, được Liisi Oterma phát hiện tại Turku ngày 16.11.1938